# L'Enchanteur (Barjavel)
Pour les articles homonymes, voir L'Enchanteur.
L'Enchanteur est l'avant-dernier roman de René Barjavel, publié en 1984. 
Ce récit merveilleux réinterprète la légende arthurienne des chevaliers de la Table ronde, en présentant Merlin l'Enchanteur comme personnage principal.

## Résumé
Quand le Dieu unique venu de Jérusalem occupa le Continent, le Diable n'arriva plus à pervertir les hommes ; il mit enceinte une vierge dans le but de donner naissance à un antéchrist, mais Dieu, voyant que l’enfant avait hérité du cœur pur de sa mère, lui laissa ses pouvoirs diaboliques.
Devenu adulte, Merlin utilise ses pouvoirs d'enchanteur pour trouver l'homme au cœur pur capable de trouver le Château Aventureux gardé par le Roi blessé afin d'en ramener le Saint Graal et, avec lui, le bonheur et la paix parmi les hommes.
Il implique dans cette quête de nombreux chevaliers, réunis autour de la table ronde du roi Arthur ; ceux en lesquels Merlin place le plus d'espoirs sont, successivement, Arthur, Perceval, Lancelot du Lac, puis Galaad. Le courage, la sincérité et surtout l'Amour de tous sont soumis à de rudes épreuves par le Diable, et presque tous finissent par échouer dans leur quête. Merlin lui-même, malgré ses pouvoirs et sa jeunesse éternelle, doute, souffre et succombe à l'amour de Viviane, la seule qui voit derrière l'Enchanteur l'être humain, la seule qu'il aimera et qui l'aimera pour ce qu'il est.

## Analyse
Dernier ouvrage merveilleux de René Barjavel, L'Enchanteur reprend la légende arthurienne de manière novatrice, avec un ton notamment plus léger, sans pour autant l'éloigner de la trame originale.

### Tradition
L'Enchanteur reprend la légende arthurienne principalement du point de vue de trois auteurs : Geoffroy de Monmouth (Vita Merlini, Prophetiae Merlini, Historia regum Britanniae), Chrétien de Troyes (Lancelot ou le Chevalier de la charrette, Yvain ou le Chevalier au lion, Perceval ou le Conte du Graal) et surtout Robert de Boron (Merlin).
Barjavel fait apparaître dans ce roman les trois modèles de chevalier existants au Moyen Âge : le chevalier guerrier, le chevalier courtois et le chevalier en quête spirituelle.

### Modernité
L'originalité de l'ouvrage tient dans son style résolument moderne ; Barjavel détourne la légende de la solennité des récits traditionnels, en utilisant des anachronismes comme ressorts comiques : il introduit des éléments du XXe siècle, comme le langage familier (« porte-moi chez ce taré de juge et je vais arranger ça vite fait! »), et des objets technologiques (réchaud à gaz, boîtes de conserve, supermarché, marteau-pilon, missile).
Barjavel a expliqué ces choix, lors d'une interview en 1984 : « j'ai voulu insuffler du sang vivant dans le corps de cette histoire magnifique. Bien que se déroulant aux environs du VIIe siècle, c'est un roman actuel, écrit par un auteur d'aujourd'hui en langage de notre temps ».

### Thèmes
Le thème central du roman est l'amour, qui touche les rois et les reines, mais aussi Merlin, qui est dépeint comme un héros solaire et sylvestre, tiraillé par sa lutte contre son père (le diable), sa volonté d'aider les hommes en allégeance à Dieu et son amour pour Viviane.
Selon le docteur Robert Baudry, dans ce roman, Barjavel prend le parti d'illustrer l'idée selon laquelle « ceux qui ont déjà connu cette chance de rencontrer sur le chemin de leur vie le rare bonheur de trouver le grand Amour avec le partenaire prédestiné, ne doivent pas prétendre à réussir aussi, ici-bas sur cette terre, une aventure mystique qui excède les limites de la nature humaine. Pour L’Enchanteur, c’est : "ou le Graal ou l’Amour". Il faut choisir ».

### Articles
- Robert Baudry, « Déclarations et disqualifications amoureuses dans "L'Enchanteur" de René Barjavel : "Ou" l'amour "ou" le Graal! », Bien dire et bien apprendre, Centre d'études médiévales et dialectales de Lille-III, no 15,‎ 1997 (ISSN 0220-665X, lire en ligne).
- Arlette Bouloumié, « Le mythe de Merlin dans la littérature française du XXe siècle », Cahiers de recherches médiévales, no 11,‎ 2004, §21-32 (lire en ligne, consulté le 6 décembre 2013).
- Pierre Monier, « Rencontre : L'Enchanteur de René Barjavel », Hebdo-Lyon, nos 976 et 978,‎ 1984 (lire en ligne).
- Valérie Thivent, « L'Enchanteur de René Barjavel et la matière arthurienne », Réception du Moyen Âge dans la culture moderne, Université de Picardie-Jules Verne, Presses du Centre d'études médiévales,‎ 2002 (ISBN 2901121934).
- Philippe Verelst et Véronique George, « Merlin, personnage fantastique, merveilleux et de science-fiction. À propos de L'Enchanteur de René Barjavel », Plait vos oïr bon cançon vallant ? Mélanges de Langue et de Littérature Médiévales offerts à François Suard, Conseil Scientifique de l'Université Charles de Gaulle - Lille 3, vol. II,‎ 1999 (ISBN 2-84467-008-3).

### Thèses et mémoires universitaires
- Carine Batrel, Lancelot dans L'Enchanteur de René Barjavel et The Mists Of Avalon de Marion Zimmer Bradley, mémoire de Maîtrise de Littérature comparée, sous la direction de Claude de Grève, 1996, UFR de Lettres Modernes - Université de Paris X.
- Marie Février-Vincent Burkhardt, Monde de la magie, magie du monde : aspect, rôle et symbolisme de l'univers de la magie dans quelques œuvres d'Heroic Fantasy (L'enchanteur de René Barjavel, The Mists of Avalon de Marion Zimmer Bradley, The Belgariad et The Malloreon de David Eddings, Le secret de Ji de Pierre Grimbert, The Lord of the Rings de J.R.R.Tolkien), thèse de doctorat en Littérature comparée, sous la direction de Danièle Chauvin, 2002, Grenoble 3 (OCLC 490833713).
- Laurence Delord-Pieszczyk, L'œuvre de René Barjavel : de la science-fiction au Moyen Âge ou l'itinéraire d'une symbolique, thèse de doctorat ès Lettres Modernes, sous la direction de Jean Dufournet, 1996, Université de Paris V - Sorbonne Nouvelle (OCLC 489675400).
- Jean-Philippe Follet, L'Enchanteur de René Barjavel : Un récit hybride entre synthèse et réécriture (mémoire de maîtrise sous la direction de Daniel Compère), Université Sorbonne Nouvelle - Paris 3, 2013 (lire en ligne).
- Nicole Maizeroi, Sur les chemins du Graal... : une étude du roman "L'Enchanteur" de René Barjavel, Mémoire de maîtrise ès Lettres sous la direction d'André Lorant, Université Paris-Est Créteil Val de Marne, 1987 (OCLC 492355770).
- Jacqueline Malavel, Ravage, La Nuit des temps et L’Enchanteur ou la vision de trois mondes alternatifs, thèse/mémoire, 2003, Université de Heidelberg (OCLC 76613738).
- Delphine Morel, Étude des couleurs dans "L'Enchanteur" de René Barjavel, 2002, mémoire de maîtrise ès Lettres Modernes sous la direction de Valérie Gontero, Aix-Marseille 1, 2002 (OCLC 495392880).
- Valérie Thivent, Le thème de la Quête dans L'Enchanteur de René Barjavel et dans The Lord Of The Rings de J.R.R. Tolkien, thèse de doctorat de Littérature Comparée, sous la direction de Claude de Grève, 1997, Université de Paris X (OCLC 490438748).
- Gaëlle Zussa, Merlin. Rémanences contemporaines d’un personnage littéraire médiéval dans la production culturelle francophone (fin xxe siècle et début xxie siècle) : origines et pouvoirs, thèse de doctorat en cotutelle préparée sous la direction d'Olivier Millet (université Paris 12-Créteil) et Robert Kopp (université de Bâle), 2008.